# Siergiej Niepomniaszczi
Siergiej Niepomniaszczi (ros. Сергей Непомнящий), (ur. 29 sierpnia 1969) – kazachski zapaśnik w stylu wolnym. Brązowy medal na igrzyskach Wschodniej Azji w 1997 i mistrzostwach Azji w 1993 roku.